# DHB-Pokal 2001/02
Der DHB-Pokal 2001/02 war die 28. Austragung des Handballpokalwettbewerbs der Herren. Das Finale fand am 7. April 2002 in der mit 4.400 Besuchern ausverkauften Alsterdorfer Sporthalle in Hamburg statt. Sieger wurde zum dritten Mal der TBV Lemgo.

## Modus
Es traten 108 Mannschaften aus der Bundesliga, der 2. Bundesliga, der Regionalliga, der Oberliga und dem Landesverband unterhalb der Oberliga im K.-o.-System gegeneinander an. Es wurden fünf Hauptrunden ausgetragen. Danach erfolgte die weitere Ausspielung mit zwei Halbfinalspielen und einem Finale im Final Four.

## 1. Runde
Die Begegnungen der 1. Runde fanden, ohne Beteiligung der 18 Erstligavereine, hauptsächlich am 1. und 2. September 2001 statt. Der TV Jahn Duderstadt und die HSG Kronau/Bad Schönborn kamen durch ein Freilos in die 2. Runde.

### Nord
| Heimmannschaft                     |   | Gastmannschaft              | Ergebnis      |
| ---------------------------------- | - | --------------------------- | ------------- |
| THW Kiel II                        | – | Büdelsdorfer TSV            | 33:28 (12:11) |
| SV Grün-Weiß Wittenberg-Piesteritz | – | ATSV Stockelsdorf           | 29:30 (16:14) |
| 1. VfL Potsdam                     | – | TuS 97 Bielefeld-Jöllenbeck | 29:30 (16:14) |
| TSG Bielefeld                      | – | VfL Fredenbeck              | 20:19 (11:11) |
| Eintracht Hildesheim               | – | HC 93 Bad Salzuflen         | 31:23 (16:11) |
| TSV Ellerbek IV                    | – | Ahlener SG                  | 21:31 (11:17) |
| TV Stadtoldendorf                  | – | TSV Altenholz               | 23:35 (9:15)  |
| BSV Luckau                         | – | SG Flensburg-Handewitt II   | 21:25 (13:14) |
| TSV Bremervörde                    | – | HC Empor Rostock            | 23:28 (8:13)  |
| MTV Rheinwacht Dinslaken           | – | Wilhelmshavener HV          | 26:34 (11:19) |
| HG Remscheid                       | – | TSV Ellerbek                | 32:22 (14:13) |
| TuS Spenge                         | – | TV Emsdetten                | 25:24 (14:13) |
| MTV Braunschweig                   | – | VfL Eintracht Hagen         | 22:25 (10:15) |
| HSG Kropp-Tetenhusen               | – | TSV Burgdorf                | 16:17 (7:10)  |
| HSG Schülp/Westerrönfeld           | – | Dessauer HV                 | 14:43 (7:18)  |
| HF Aerzen                          | – | HG 85 Köthen                | 23:32 (10:15) |
| TuS Obenstrohe                     | – | SG VTB/Altjührden           | 18:31 (8:15)  |
| SV Mönkeberg                       | – | Stralsunder HV              | 21:29 (8:14)  |
| HSG Tarp-Wanderup                  | – | TV Grambke Bremen           | 22:20 (12:11) |
| TG Münden                          | – | USV Cottbus                 | 33:24 (14:10) |
| ATSV Habenhausen                   | – | TuS N-Lübbecke              | 21:30 (9:13)  |
| TG Lage                            | – | VfL Horneburg               | 23:29 (9:13)  |

### Süd
| Heimmannschaft                 |   | Gastmannschaft             | Ergebnis                  |
| ------------------------------ | - | -------------------------- | ------------------------- |
| EHV Aue                        | – | LTV Wuppertal              | 38:26 (20:11)             |
| TV Nieder-Olm                  | – | 1. SV Concordia Delitzsch  | 19:29 (5:12)              |
| TSV Aichach                    | – | HG Oftersheim/Schwetzingen | 16:25 (7:10)              |
| SV Fellbach                    | – | HSG Haßloch/Hochdorf       | 24:22 (12:9)              |
| SG Werratal 92                 | – | TVA Saarbrücken            | 26:22 (12:9)              |
| HSG Mülheim-Kärlich/Bassenheim | – | TV Kirchzell               | 31:23 (15:12)             |
| HSV Hockenheim                 | – | VfL Pfullingen             | 19:24 (9:13)              |
| HSG Völklingen                 | – | CSG Erlangen               | 19:16 (10:10)             |
| HSG MTVG Köln                  | – | SG Leutershausen           | 18:31 (10:17)             |
| TV Vallendar                   | – | TV Hüttenberg              | 20:29 (9:16)              |
| TSG Münster                    | – | HSG Gensungen/Felsberg     | 23:29 (10:13)             |
| VTV Mundenheim                 | – | SV Wartburgstadt Eisenach  | 31:24 (13:12)             |
| HG Saarlouis                   | – | TSG Baden Östringen        | 14:30 (5:13)              |
| TSV Bayer Dormagen             | – | TSG Friesenheim            | 23:26 (9:13)              |
| DJK BTB Aachen                 | – | TV Kornwestheim            | 20:33 (8:16)              |
| SG Kleenheim                   | – | TSB Heilbronn-Horkheim     | 33:36 (27:27, 8:14) n. V. |
| SG Köndringen/Teningen         | – | Wermelskirchener TV        | 17:18 (12:10)             |
| HSC Bad Neustadt               | – | TG Landshut                | 31:15 (16:9)              |
| TSV 1862 Radeburg              | – | TV Bittenfeld              | 15:33 (6:19)              |
| SU Nieder-Florstadt            | – | MSG Melsungen-Böddiger     | 14:27 (6:14)              |
| HSG Neudorf/Döbeln             | – | HSG Düsseldorf             | 20:41 (10:19)             |
| TV Korschenbroich              | – | HG Erlangen                | 19:22 (10:10)             |

## 2. Runde
Die Begegnungen der 2. Runde fanden hauptsächlich am 3. Oktober 2001 statt.
| Heimmannschaft                 |   | Gastmannschaft            | Ergebnis                           |
| ------------------------------ | - | ------------------------- | ---------------------------------- |
| Eintracht Hildesheim           | – | THW Kiel                  | 24:26 (13:13)                      |
| VfL Horneburg                  | – | THW Kiel II               | 30:25 (16:13)                      |
| SG Flensburg-Handewitt II      | – | HSG Nordhorn              | 19:38 (7:20)                       |
| TSV Altenholz                  | – | Dessauer HV               | 21:20 (11:10)                      |
| TuS 97 Bielefeld-Jöllenbeck    | – | TBV Lemgo                 | 18:31 (8:19)                       |
| Wilhelmshavener HV             | – | HC Empor Rostock          | 28:27 (12:14)                      |
| Stralsunder HV                 | – | SC Magdeburg              | 21:29 (12:16)                      |
| TSG Bielefeld                  | – | HSG Tarp-Wanderup         | 32:24 (15:12)                      |
| SG Hameln                      | – | SV Post Schwerin          | 26:18 (9:10)                       |
| TG Münden                      | – | SG Flensburg-Handewitt    | 21:34 (10:17)                      |
| HG Remscheid                   | – | SG VTB Altjührden         | 18:21 (8:8)                        |
| TuS Spenge                     | – | VfL Eintracht Hagen       | 20:22 (10:11)                      |
| TSV Burgdorf                   | – | TV Jahn Duderstadt        | 28:25 (13:12)                      |
| TuS N-Lübbecke                 | – | GWD Minden                | 22:30 (15:13)                      |
| Ahlener SG                     | – | VfL Bad Schwartau         | 20:24 (6:15)                       |
| ATSV Stockelsdorf              | – | HG 85 Köthen              | 29:23 (13:12)                      |
| VfL Gummersbach                | – | Frisch Auf Göppingen      | 19:24 (7:10)                       |
| HG Erlangen                    | – | TV Großwallstadt          | 20:27 (7:14)                       |
| TV Bittenfeld                  | – | VfL Pfullingen            | 19:30 (11:13)                      |
| TSG Friesenheim                | – | HSG Wetzlar               | 27:24 (14:11)                      |
| SG Werratal 92                 | – | ThSV Eisenach             | 21:30 (11:14)                      |
| HG Oftersheim/Schwetzingen     | – | HSG Völklingen            | 35:20 (14:11)                      |
| SG Willstätt/Schutterwald      | – | SG Wallau/Massenheim      | 27:30 (16:15)                      |
| VTV Mundenheim                 | – | HSC Bad Neustadt          | 28:15 (15:9)                       |
| TV Kornwestheim                | – | 1. SV Concordia Delitzsch | 32:26 (14:12)                      |
| HSG Gensungen/Felsberg         | – | EHV Aue                   | 33:28 (19:14)                      |
| Wermelskirchener TV            | – | MSG Melsungen-Böddiger    | 27:25 (21:21, 18:18, 8:8) n. 2. V. |
| SG Leutershausen               | – | TUSEM Essen               | 20:25 (8:13)                       |
| TV Hüttenberg                  | – | TSB Heilbronn-Horkheim    | 27:22 (16:14)                      |
| SV Fellbach                    | – | HSG Kronau/Bad Schönborn  | 18:25 (10:11)                      |
| HSG Düsseldorf                 | – | TSG Baden Östringen       | 25:26 (14:12)                      |
| HSG Mülheim-Kärlich/Bassenheim | – | SG Solingen               | 26:33 (7:17)                       |

## 3. Runde
Die Begegnungen der 3. Runde fanden hauptsächlich am 21. November 2001 statt.
| Heimmannschaft             |   | Gastmannschaft         | Ergebnis                   |
| -------------------------- | - | ---------------------- | -------------------------- |
| TV Großwallstadt           | – | THW Kiel               | 31:32 (27:27, 12:14) n. V. |
| TV Hüttenberg              | – | TSG Baden Östringen    | 29:23 (10:14)              |
| HSG Gensungen-Felsberg     | – | TSV Altenholz          | 36:31 (28:28, 15:10) n. V. |
| TSV Burgdorf               | – | ThSV Eisenach          | 26:36 (10:17)              |
| TUSEM Essen                | – | SG Wallau/Massenheim   | 28:25 (12:14)              |
| SG VTB Altjührden          | – | TBV Lemgo              | 20:29 (10:16)              |
| HSG Kronau/Bad Schönborn   | – | Frisch Auf Göppingen   | 19:31 (11:13)              |
| Wilhelmshavener HV         | – | SC Magdeburg           | 29:32 (17:17)              |
| VfL Horneburg              | – | GWD Minden             | 19:43 (10:18)              |
| HG Oftersheim/Schwetzingen | – | TV Kornwestheim        | 19:21 (9:7)                |
| TSG Bielefeld              | – | SG Solingen            | 23:25 (9:13)               |
| HSC Bad Neustadt           | – | SG Hameln              | 25:35 (14:18)              |
| VfL Pfullingen             | – | SG Flensburg-Handewitt | 24:34 (11:17)              |
| Wermelskirchener TV        | – | HSG Nordhorn           | 23:35 (8:13)               |
| ATSV Stockelsdorf          | – | VfL Eintracht Hagen    | 32:27 (17:11)              |
| TSG Friesenheim            | – | VfL Bad Schwartau      | 29:30 (25:25, 10:16) n. V. |

## 4. Runde
Die Begegnungen der 4. Runde fanden hauptsächlich am 12. Dezember 2001 statt.
| Heimmannschaft         |   | Gastmannschaft         | Ergebnis      |
| ---------------------- | - | ---------------------- | ------------- |
| THW Kiel               | – | TV Kornwestheim        | 39:25 (22:10) |
| SC Magdeburg           | – | SG Flensburg-Handewitt | 26:22 (15:12) |
| HSG Gensungen/Felsberg | – | GWD Minden             | 26:27 (14:12) |
| Frisch Auf Göppingen   | – | TUSEM Essen            | 23:27 (11:14) |
| TV Hüttenberg          | – | HSG Nordhorn           | 21:38 (7:21)  |
| TBV Lemgo              | – | SG Solingen            | 30:21 (14:12) |
| ThSV Eisenach          | – | VfL Bad Schwartau      | 29:21 (13:10) |
| ATSV Stockelsdorf      | – | SG Hameln              | 18:29 (9:15)  |

## 5. Runde
Die Begegnungen der 5. Runde fanden hauptsächlich am 13. Februar 2002 statt.
| Heimmannschaft |   | Gastmannschaft | Ergebnis      |
| -------------- | - | -------------- | ------------- |
| THW Kiel       | – | ThSV Eisenach  | 22:19 (10:10) |
| SC Magdeburg   | – | SG Hameln      | 26:16 (10:6)  |
| GWD Minden     | – | TBV Lemgo      | 28:30 (13:11) |
| TUSEM Essen    | – | HSG Nordhorn   | 25:28 (13:14) |

## Final Four
Die Pokalendrunde wurde am 6. und 7. April 2002 in der Alsterdorfer Sporthalle in Hamburg ausgetragen.

### Halbfinale
Die Halbfinalspiele wurden am 6. April 2002 ausgetragen.
| Heimmannschaft |   | Gastmannschaft | Ergebnis                                                      |
| -------------- | - | -------------- | ------------------------------------------------------------- |
| HSG Nordhorn   | – | SC Magdeburg   | 38:39 (34:34, 32:31, 29:29, 29:27, 25:25, 13:12) n. 7m-Werfen |
| TBV Lemgo      | – | THW Kiel       | 34:28 (18:15)                                                 |

### Finale
Das Finale um den DHB-Pokal wurde am 7. April 2002 um 14.00 Uhr ausgetragen.
| Heimmannschaft |   | Gastmannschaft | Ergebnis     |
| -------------- | - | -------------- | ------------ |
| SC Magdeburg   | – | TBV Lemgo      | 23:25 (10:9) |